# Copa FA de Brunéi
La Copa FA de Brunéi es el principal torneo de copa de Brunéi Darussalam, el cual es organizado por la Asociación Nacional de Fútbol de Brunéi Darussalam.
Fue creada en el año 2002 y se juega bajo un sistema de eliminación directa, en donde todos los equipos del país pueden participar.

## Lista de Campeones
Los resultados hasta 2015 son:
- 2002 : Wijaya FC 1-0 ABDB
- 2003 : ABDB 3-0 Kota Rangers
- 2004 : DPMM FC 0-0 (3-1 pen.) ABDB
- 2005/06 : AH United 2-2 (4-3 pen.) ABDB
- 2006/07 : No se jugó
- 2007/08 : ABDB 1-0 Wijaya FC
- 2008/09 : No se jugó
- 2009/10 : ABDB 2-1 QAF FC
- 2010/11 : No se jugó
- 2011/12 : ABDB 1-0 (t.e.)Indera FC
- 2013 : No se jugó
- 2014/15 : ABDB             2-0    Najip I-Team
- 2015 : ABDB             3-2    Indera FC
- 2016 : ABDB             1-0    Najip I-Team
- 2017-18 : Indera FC             2-0    MS PDB

## Títulos por equipo
| Club         | Títulos | Finalista |
| ------------ | ------- | --------- |
| ABDB         | 7       | 3         |
| Indera FC    | 1       | 2         |
| Wijaya FC    | 1       | 1         |
| AH United    | 1       | 0         |
| DPMM FC      | 1       | 0         |
| Najip I-Team | 0       | 2         |
| Kota Rangers | 0       | 1         |
| QAF FC       | 0       | 1         |
| MS PDB       | 0       | 1         |